# Goobuntu
Goobuntu je Linux distribucija bazirana na Ubuntuu koju koristi Google. To je potvrdio sam Google i Mark Shuttleworth. Shuttleworth je rekao da je Google integrirao mnoge ispravke greški i cijeli Ubuntu u jednu distribuciju. Shuttleworth je također podsjetio čitatelje da neki zaposlenici Googlea koriste ovu modificiranu verziju Ubuntua, a drugi koriste ostale Linux distribucije.
Iako su Shuttleworth i Google demantirali planove objavljivanja Goobuntua izvan kompanije, to je nadahnulo nagađanja da se Google upušta u operacijske sustave.
Shuttleworth je potvrdio da Google doprinosi u razvoju zakrpa za Ubuntu.

## Vanjske poveznice
- "Google radi na desktop Linuxu"
- "Google radi na svom Linuxu"
- "Glasine nisu točne…"  Arhivirana inačica izvorne stranice od 8. prosinca 2015. (Wayback Machine) - Mark Shuttleworth